# Артем'єв Павло Артемійович
Павло́ Арте́мійович (Артемович) Арте́м'єв (нар. 17 (29) грудня 1897 — 19 березня 1979) — радянський воєначальник, генерал-полковник (1942). Кандидат у члени ЦК КПРС в 1952—1956 роках. Депутат Верховної Ради СРСР 2—3-го скликань.

## Біографія
Народився в селі Лисичкино Староруського повіту Новгородської губернії, тепер у складі Поддорського району Новгородської області в родині селянина. Закінчив трикласне земське училище і 1 клас середньої школи. Через крайню бідність родини вже з 11 років, з 1908 року, працював шевцем, чорноробом, шпаклювальником, санітаром.
У 1915 році призваний в Російську імператорську армію. Учасник Першої світової війни, рядовий. Під час жовтневих подій 1917 року вступив в Червону гвардію. У Червоній армії з 1918 року. Учасник Громадянської війни. Служив мінером-підривником і політруком роти окремого інженерного батальйону 1-ї стрілецької дивізії, воював на Північному і Південному фронтах.
Член РКП(б) з 1920 року.
З 1921 року — у військах внутрішньої служби: секретар партійного осередку, воєнком батальйону, воєнком Катеринославського конвойного полку. З 1923 року служив у внутрішніх і прикордонних військах ОДПУ/НКВС СРСР: воєнком школи молодшого начскладу, воєнком 91-го дивізіону конвойної варти, воєнком 1-го Харківського конвойного полку, заступник воєнкома повторних курсів при ГПУ СРСР.
Військову освіту отримав у Вищій прикордонній школі ОДПУ (закінчив в 1925 році).
З 1925 року служив в прикордонній охороні ОДПУ, у складі 21-го Ямпільского, 22-го Волочиського, 20-го Славутського прикордонних загонів на посадах помічника начальника загону по політчастині, коменданта прикордонної ділянки та інших. З 1931 року служив у Внутрішніх військах: командир 23-го стрілецького, 56-го залізничного, 4-го Українського мотомеханізованого і 1-го Білоруського мотомеханізованого полків ОДПУ-НКВС СРСР.
Закінчив Військову академію РСЧА імені Фрунзе у 1938 році.
З лютого 1938 року — начальник Ново-петергофського військово-політичного училища військ НКВС імені Ворошилова. З серпня 1938 року — командир Окремої мотострілецької дивізії особливого призначення імені Дзержинського. На посаді командира загону особливого призначення цієї дивізії брав участь в радянсько-фінській війні у лютому-березні 1940 року.
З 26 лютого 1941 року — начальник Управління оперативних військ НКВС СРСР.
З початку німецько-радянської війни, 13 липня 1941 року, призначений командувачем військ Московського військового округу. У наказі ГКО від 19 жовтня 1941 «на начальника гарнізону м. Москви генерал-лейтенанта т. Артем'єва покладена оборона Москви на її підступах». Одночасно з 18 по 30 липня 1941 року командував фронтом Можайської лінії оборони, а з 12 жовтня 1941 року по 15 жовтня 1943 року був командувачем Московською зоною оборони. Командував парадом на Червоній площі 7 листопада 1941 року, а в 1945 році на нього була покладена організація і загальне керівництво парадом Перемоги. Після закінчення війни до 1947 року залишався на посаді командувача військ Московського військового округу.
З червня 1947 року знаходився у розпорядженні міністра Збройних Сил СРСР, потім направлений на навчання. У 1949 році закінчив вищі академічні курси при Вищій військовій академії імені Ворошилова.
З травня 1949 року по червень 1953 року — знову командувач військ Московського військового округу.
З серпня 1953 року служив в Уральському військовому окрузі заступником, з 1956 року — 1-м заступником командувача військ округу.
З вересня 1960 року — у відставці.
Жив в Москві. Автор мемуарів. Похований на Новодівочому кладовищі.